# No te fallaré
No te fallaré és una pel·lícula espanyola dirigida per Manuel Ríos San Martín. És la història de la colla dels protagonistes de la sèrie Compañeros tres anys després d'haver acabat els seus estudis a l'institut.

## Repartiment
| Actor                   | Personatge                  |
| ----------------------- | --------------------------- |
| Eva Santolaria          | Valle Bermejo               |
| Antonio Hortelano       | Quimi Verdet                |
| Manuel Feijóo           | Luis Miguel Luismi Bárcenas |
| Lara de Miguel          | Sara Antón                  |
| Nicolás Belmonte        | Eloy Rubio                  |
| Virginia Rodríguez      | Isabel Arbueso              |
| Julián González         | César Vallalta              |
| Ruth Núñez              | Tanja Mijatovic             |
| Fernando Guillén Cuervo | Ray                         |
| Melanie Olivares        | Paz                         |
| Kako Larrañaga          | Manny                       |
| Pau Cólera              | Chava                       |
| Cristina Brondo         | María                       |
| Blas Moya               | Fede                        |
| Miguel Rellán           | Félix Torán                 |
| María Garralón          | Rocío Fuentes               |
| Pepo Oliva              | Luis Bermejo                |
| Tina Sáinz              | Teresa Tere Roncesvalles    |
| Tito Augusto            | Ignacio Nacho Barahona      |
| Sancho Gracia           | Sandro                      |